# Исхак, Адиб
Адиб Исхак (араб. أديب إسحاق‎; 21 января 1856, Дамаск, Османская империя — 12 июня 1885, Бейрут, Ливан) — сирийский писатель, журналист, переводчик, просветитель и поэт. Пропагандировал демократические идеи, а также идеи арабского единства.

## Биография
Адиб Исхак родился в Дамаске в армянской семье с именем Адиб Залматян. Получил образование в местной школе Лазаря.
Совмещал журналистскую и литературную работу, писал во многих египетских газетах, таких как «Аль-Такаддум», «Египет» и «Аль-Тиджара». Исхак также перевёл на арабский язык многие французские романы. Также написал несколько романов на арабском языке.
В его честь названы три улицы: в Дамаске, Бейруте и Александрии.